# Schistoneurus
Schistoneurus is een muggengeslacht uit de familie van de galmuggen (Cecidomyiidae).

## Soorten
- S. impressus Mamaev, 1964
- S. irregularis Mamaev, 1964
- S. pectinata (Felt, 1907)